# Елліот ван Стрідонк
Елліот ван Стрідонк (фр. Elliot Van Strydonck, нар. 21 липня 1988, Уккел, Бельгія) — бельгійський хокеїст на траві, срібний призер Олімпійських ігор 2016 року.

## Виступи на Олімпіадах
| Олімпіада           | Дисципліна     | Місце |
| ------------------- | -------------- | ----- |
| Ріо-де-Жанейро 2016 | хокей на траві | 2     |